# 920
| Calendário gregoriano                                                        | 920 CMXX                                             |
| Ab urbe condita                                                              | 1673                                                 |
| Calendário arménio                                                           | 369 – 370                                            |
| Calendário bahá'í                                                            | -924 – -923                                          |
| Calendário budista                                                           | 1464                                                 |
| Calendário chinês                                                            | 3616 – 3617 Início a 23 de janeiro (aproximadamente) |
| Calendário copta                                                             | 636 – 637                                            |
| Calendário etíope                                                            | 912 – 913                                            |
| Calendários hindus - Vikram Samvat - Calendário nacional indiano - Cáli Iuga | 975 – 976 841 – 842 4020 – 4021                      |
| Calendário Holoceno                                                          | 10920                                                |
| Calendário islâmico                                                          | 307 – 308                                            |
| Calendário judaico                                                           | 4680 – 4681                                          |
| Calendário persa                                                             | 298 – 299                                            |
| Calendário rúnico                                                            | 1170                                                 |
| Calendário solar tailandês                                                   | 1463                                                 |

920 (CMXX, na numeração romana) foi um ano bissexto do século X do Calendário Juliano, da Era de Cristo, teve início a um sábado e terminou a um domingo e as suas letras dominicais foram  B e A (52 semanas).
No território que viria a ser o reino de Portugal estava em vigor a Era de César que já contava 958 anos.
| Ano completo                      |
| --------------------------------- |
| Ano bissexto com início ao sábado |

## Eventos
- Julho - O emir de Córdova Abderramão III tenta retomar o controlo do Reino de Pamplona e vence Ordonho II da Galiza e Leão e Sancho I de Pamplona na Batalha do Val de Junqueira.

## Nascimentos
- Abusal Amazaspes, rei de Vaspuracânia, na Arménia (m 972).
- Borrell II, conde de Barcelona, de Girona e de Urgel (m. 992).

## Mortes
- Garcia Sanchez da Gasconha, duque da Gasconha.
- Raimundo I de Pallars e Ribagorza, conde de Pallars e de Ribagorza.
- Hermenegildo Guterres, conde do Condado Portucalense e de Tui (n. 842).